# Кристи, Владимир Григорьевич
Владимир Григорьевич Кристи (1880—1956) был румынским публицистом и политиком, который занимал пост государственного министра в правительстве Николае Йорги с 16 января по 6 июня 1932 года. Кристи был мэром Кишинева с 1938 по 1940 год.

## Биография
Родившись и выросший в благородной семье, Владимир Кристи был человеком, проявившим интерес к политике и государственным делам. Будучи потомком боярской семьи в Молдове, Владимир Кристи был племянником Иоана Кристи, известного бессарабского дворянина, и сыном Григория Кристи, занимавшего высокий пост в российской губернии, служа губернатором Орловской губернии. Владимир прошел обучение и окончил юридический факультет Московского университета и факультет агрономии университета в Париже. В 1917 году он служил губернским комиссаром в Бессарабии.
Он был депутатом в «Совете страны» (Сфатул Цэрий), министром внутренних дел в правительстве Молдовской Демократической Республики, депутатом в Парламенте Румынии и министром по Бессарабии в правительстве Николае Йорга (1931—1932). Владимир Кристи также занимал должность мэра Кишинёва с 1938 по 1940 год. В 1944 году он искал убежище в Австрии, где занимал должность министра культов в изгнанном легионерском правительстве в Вене. Владимир Кристи был арестован органами НКВД при попытке связаться с Константином Арджетояну, бывшим премьер-министром Румынии. Его депортировали в СССР, и позднее он был задержан в тюрьме Вакарешти в Бухаресте, где и скончался.

## Карьера
После окончания факультета Владимир начал свою карьеру в земстве Орхейского уезда с 1909 по 1917 год. После февральской революции 1917 года в России, он официально стал членом партии Совета крестьян и рабочих в Кишиневе. Владимир был назначен Временным правительством губернским комиссаром Бессарабии, сменив на этом посту Константина Мими. В качестве губернского комиссара В. Кристи вел прямые переговоры с петроградским правительством с целью защиты автономии Бессарабии и предотвращения ее присоединения к Румынии.
После изменений, вызванных большевистской революцией в России и провозглашением Молдавской Народной Республики (МНР), Владимир Кристи стал министром внутренних дел МНР.
Но 6 (19) января 1918 года республика была оккупирована королевством Румыния, и включена в состав Румынии 27 марта (9 апреля) того же года, а уже 10 декабря того же года Молдавская Народная Республика была ликвидирована указом румынского короля Фердинанда I.
В. Кристи продолжал руководить внутренними делами страны и после объединения МНР с Румынией. 11 апреля 1918 года Кристи был назначен делегатом Министерства иностранных дел румынского правительства. В июне 1932 года он вступил в Аграрный союз. «Партия бывших помещиков Бессарабии, возглавляемая Владимиром Кристи, входит в состав Аграрного союза Константина Аргетояну», — говорилось в журнале "Din Trecutul Nostru", вышедшем в 1936 году.

## Характеристики
В документе, составленном в марте 1932 года, перечислено имущество политика, в том числе:
- Дом № 11 по Университетской улице (резиденция Владимира)
- В селе Телешеу Оргеевского уезда ему принадлежало 14 гектаров пашни, 17 гектаров виноградников и 1 гектар сада.
- В селе Замчожь коммуны Рэдени Лэпушнянского уезда у него было поместье общей площадью 214 гектаров и 1154 квадратных метра. Сюда входили: особняк вместе с парком (6 га и 6684 м²), яблоневые, сливовые и ореховые сады (46 га и 7730 м²), под помещением (6 га и 2095 м²), пахотная земля. и сенокосы (143 га и 810 квадратных метров), и плантации акации (5 га). Его особняк отражал богатство политика: 25 комнат и 3 кухни. Управляющий имением жил в другом двухэтажном доме. Имелись погреб, конюшни для лошадей и коров, ледник и погреб.

## Последние годы его жизни
После событий 1940 года Владимир укрылся в Румынии, а позже оказался в Австрии, где был схвачен сотрудниками НКВД. Кристи вместе со всей семьей был арестован как «враг народа» и отправлен в центральный следственный изолятор СССР для проведения следственных действий. Его разлучили со своей семьей, плохо обращались и он перенес несколько тюрем. Власти СССР обвиняли его в том, что он был комиссаром правительства Бессарабии, членом и министром Сфатула Цэрии, а также за незаконное выведение Бессарабской губернии из-под контроля царской России. Он скончался в 1956 году в тюрьме Вэкэрешть в Бухаресте.